# Leptarciella shaanxiensis
Leptarciella shaanxiensis är en insektsart som beskrevs av Io och Wang 1986. Leptarciella shaanxiensis ingår i släktet Leptarciella och familjen vedstritar. Inga underarter finns listade i Catalogue of Life.